# Выборы в Испании
Выборы в Испании делятся на всеобщие (национальные), региональные, местные (муниципальные) и выборы в Европейский парламент. Всеобщие и региональные выборы объявляются после того как истёк мандат национального или регионального законодательного органа, как правило, через четыре года после последних выборов, хотя могут быть объявлены и досрочные выборы. Выборы в местные советы (муниципальные, островные или провинциальные) и в Европейский парламент проводятся по фиксированным датам. В большинстве случаев выборы проходят по партийным спискам, исключение составляет верхняя палата испанского парламента, большая часть членов которого избирается по многомандатным округам, меньшая часть назначается региональными законодательными органами.
В выборах в Испании участвуют многочисленные политические партии, национальные и региональные, как самостоятельно, так и объединяясь в коалиции.

## Всеобщие выборы
Всеобщими выборами называются выборы в общенациональный законодательный орган, который в Испании называется Генеральные кортесы (исп. Cortes Generales) и состоит из двух палат, Конгресса депутатов (исп. Congreso de los Diputados) и Сената (исп. Senado). Обе палаты формируются одновременно на основе свободного, равного, прямого и всеобщего избирательного права тайным голосованием. Однако, депутаты нижней палаты избираются по системе пропорционального представительства, а выборы сенаторов проводятся по мажоритарной системе. Активное и пассивное избирательное право принадлежит всем испанцам, которые достигли 18 лет и обладают политическими правами в полном объёме. Избирательные права имеют также испанцы, которые проживают за пределами Испании. Срок полномочий обеих палат парламента составляет четыре года

### Конгресс депутатов
Нижняя палата испанского парламента не имеет постоянного количественного состава. В соответствии с Конституцией Испании в Конгресс депутатов может быть избрано от 300 до 400 депутатов, избираемых от каждого провинции по партийным спискам с использованием трёхпроцентного заградительного барьера. Мандаты распределяются по методу д’Ондта. Система выборов депутатов нижней палаты и распределения мандатов не менялась с момента возвращения демократии, хотя Конституция Испании позволяет ограниченную гибкость в данном вопросе.
Как правило, в последние годы в состав Конгресса депутатов избирается 350 человек. Органический закон о всеобщей избирательной системе от 16 июня 1985 года (последние изменения внесены в 1995 году) и Конституция Испании распределяют общее количество депутатов так, чтобы обеспечить минимум одного представителя от каждого избирательного округа и распределить другие места пропорционально численности населения. Всего в стране 52 избирательных округа, 50 из них представляют провинции, оставшиеся 2 округа это автономные города Сеута и Мелилья на северном побережье Африки. На практике, эта система выгодна меньшим по населению провинциям, увеличивая их представительство в Конгрессе, одновременно снижая представительство самых густонаселённых, таких как Мадрид и Барселона. Кроме того, большинство избирательных округов относительно невелики, что эффективно увеличивает 3 % порог для получения мест в избирательном округе, уменьшая пропорциональность, и благоприятствуя крупнейшим партиям за счёт остальных. Выборы могут проводиться не ранее тридцати и не позднее шестидесяти дней с момента окончания полномочий парламента.

### Сенат
Система избрания Сената не менялась с 1977 года. В настоящее время Сенат состоит из 264 сенаторов, 208 из них избираются прямым голосованием населением провинций и 56 непрямым голосованием парламентами автономных сообществ.
Выборы сенаторов от провинций проходят по мажоритарной системе в многомандатных округах. По 4 сенатора избирают каждая из материковых провинций, по 2 сенатора — города Сеута и Мелилья. Каждая из островных провинций, которая имеет Кабильдо или островной совет, образует избирательный округ для выборов сенаторов. Квота представительства в Сенате островных территорий установлена в пункте 3-м статьи 69-й Конституции. Крупнейшие острова (Гран-Канария, Мальорка, Тенерифе) выбирают по 3 сенатора, все остальные острова или группы островов (Ивиса, Форментера, Менорка, Фуэртевентура, Гомера, Иерро, Лансароте и Пальма) избирают по одному сенатору. Партии выдвигают не более трёх кандидатур; каждый избиратель имеет три голоса (меньше в тех округах где сенаторов меньше).
Автономные сообщества имеют в Сенате как минимум одно место и ещё одно от каждого миллиона граждан, проживающих на их территории. Сообщества самостоятельно определяют, как выбирать своих представителей в Сенат, но, как правило, сенаторы от сообществ избираются законодательным собранием.

## Результаты выборов в Конгресс с 1977

### Итоги народного голосования
| Год  | СДЦ  | ДСЦ  | ИСРП | НА/НП | Под. | ГрГП | КПИ/ОЛ | СПД | КиС/ДКК | РЛК  | БНП | ЕСБ1 | ГНБ2 | КК3 | Другие | Явка   |   |      |        |
| ---- | ---- | ---- | ---- | ----- | ---- | ---- | ------ | --- | ------- | ---- | --- | ---- | ---- | --- | ------ | ------ | - | ---- | ------ |
| Год  | 1977 | 34,4 | —    | 29,3  | 8,2  | —    | —      | 9,3 | —       | 3,74 | 0,8 | 1,6  | —    | 0,1 | Другие | Явка   | — | 12,6 | 78,8 % |
| 1979 | 34,8 | —    | 30,4 | 6,1   | —    | —    | 10,8   | —   | 2,7     | 0,7  | 1,7 | 1,0  | 0,3  | —   | 11,5   | 68,0 % |   |      |        |
| 1982 | 6,8  | 2,9  | 48,1 | 26,4  | —    | —    | 4,0    | —   | 3,7     | 0,7  | 1,9 | 1,0  | 0,2  | —   | 4,3    | 80,0 % |   |      |        |
| 1986 | —    | 9,2  | 44,1 | 26,0  | —    | —    | 4,6    | —   | 5,0     | 0,4  | 1,5 | 1,2  | 0,1  | 0,3 | 7,6    | 70,5 % |   |      |        |
| 1989 | —    | 7,9  | 39,6 | 25,8  | —    | —    | 9,1    | —   | 5,0     | 0,4  | 1,2 | 1,1  | 0,2  | 0,3 | 9,4    | 69,7 % |   |      |        |
| 1993 | —    | 1,8  | 38,8 | 34,8  | —    | —    | 9,6    | —   | 4,9     | 0,8  | 1,2 | 0,9  | 0,5  | 0,9 | 5,8    | 76,4 % |   |      |        |
| 1996 | —    | 0,2  | 37,6 | 38,8  | —    | —    | 10,5   | —   | 4,6     | 0,7  | 1,3 | 0,7  | 0,9  | 0,9 | 3,8    | 77,4 % |   |      |        |
| 2000 | —    | 0,1  | 34,2 | 44,5  | —    | —    | 5,5    | —   | 4,2     | 0,8  | 1,5 | —    | 1,3  | 1,1 | 6,8    | 68,7 % |   |      |        |
| 2004 | —    | 0,1  | 42,6 | 37,7  | —    | —    | 5,0    | —   | 3,2     | 2,5  | 1,6 | —    | 0,8  | 0,9 | 5,6    | 75,7 % |   |      |        |
| 2008 | —    | 0,0  | 43,9 | 39,9  | —    | —    | 3,8    | 1,2 | 3,0     | 1,2  | 1,2 | —    | 0,8  | 0,7 | 4,3    | 73,8 % |   |      |        |
| 2011 | —    | —    | 28,8 | 44,6  | —    | —    | 6,9    | 4,7 | 4,2     | 1,1  | 1,3 | 1,4  | 0,8  | 0,6 | 5,6    | 68,9 % |   |      |        |
| 2015 | —    | —    | 22,0 | 28,7  | 20,7 | 13,9 | 3,7    | 0,6 | —5      | 2,4  | 1,2 | 0,9  | 0,3  | 0,3 | 3,1    | 73,2 % |   |      |        |
| 2016 | —    | —    | 22,6 | 33,0  | 21,2 | 13,1 | —      | 0,2 | 2,06    | 2,7  | 1,2 | 0,8  | 0,2  | 0,3 | 2,7    | 66,5 % |   |      |        |

Примечания:
1. В выборах 2016 года коалиция «Объединённые левые» участвовала единым списком с партией «Подемос».

### Распределение мест
| Год  | СДЦ  | ДСЦ | ИСРП | НА/НП | Под. | ГрГП | КПИ/ОЛ | СПД | КиС/ДКК | РЛК | БНП | ЕСБ | ГНБ | КК | Явка |   |   |
| ---- | ---- | --- | ---- | ----- | ---- | ---- | ------ | --- | ------- | --- | --- | --- | --- | -- | ---- | - | - |
| Год  | 1977 | 166 | —    | 118   | 16   | —    | —      | 19  | —       | 13  | 1   | 8   | —   | —  | Явка | — | 9 |
| 1979 | 168  | —   | 121  | 10    | —    | —    | 23     | —   | 8       | 1   | 7   | 3   | —   | —  | 9    |   |   |
| 1982 | 11   | 2   | 202  | 107   | —    | —    | 4      | —   | 12      | 1   | 8   | 2   | —   | —  | 1    |   |   |
| 1986 | —    | 19  | 184  | 105   | —    | —    | 7      | —   | 18      | —   | 6   | 5   | —   | 1  | 5    |   |   |
| 1989 | —    | 14  | 175  | 107   | —    | —    | 17     | —   | 18      | —   | 5   | 4   | —   | 1  | 9    |   |   |
| 1993 | —    | —   | 159  | 141   | —    | —    | 18     | —   | 17      | 1   | 5   | 2   | —   | 4  | 3    |   |   |
| 1996 | —    | —   | 141  | 156   | —    | —    | 21     | —   | 16      | 1   | 5   | 2   | 2   | 4  | 2    |   |   |
| 2000 | —    | —   | 125  | 183   | —    | —    | 8      | —   | 15      | 1   | 7   | —   | 3   | 4  | 4    |   |   |
| 2004 | —    | —   | 164  | 148   | —    | —    | 5      | —   | 10      | 8   | 7   | —   | 2   | 3  | 3    |   |   |
| 2008 | —    | —   | 169  | 154   | —    | —    | 2      | 1   | 10      | 3   | 6   | —   | 2   | 2  | 1    |   |   |
| 2011 | —    | —   | 110  | 186   | —    | —    | 11     | 5   | 16      | 3   | 5   | 7   | 2   | 2  | 3    |   |   |
| 2015 | —    | —   | 90   | 123   | 69   | 40   | 2      | 0   | 7       | 9   | 6   | 2   | 0   | 1  | 0    |   |   |
| 2016 | —    | —   | 85   | 137   | 71   | 32   | —      | 0   | 8       | 9   | 5   | 2   | 0   | 1  | 0    |   |   |

## Выборы в парламенты автономных сообществ
Выборы в однопалатные парламентов автономных сообществ Испании проводятся каждые четыре года. Парламенты тринадцати из семнадцати автономных сообществ (Арагон, Астурия, Балеарские острова, Канарские острова, Кантабрия, Кастилия-Леон, Кастилия-Ла-Манча, Эстремадура, Ла-Риоха, Мадрид, Мурсия, Наварра и Валенсия) выбирают в один и тот же день, в четвёртое воскресенье мая в год предшествующий високосному году. 
Остальные четыре автономных сообщества сами выбирают дату выборов в свои парламенты.

## Местные выборы
Выборы в муниципалитеты проходят по всей стране в один день с региональными выборами 13 сообществ.

## Выборы в Европейский парламент
Испания вступила в Евросоюз (тогда ещё Европейское экономическое сообщество) 1 января 1986 года. Впервые страна приняла участие в выборах в Европейский парламент в 1987 году.

### Результаты
| Дата | Места | +/- | Партий | Всего      | Явка       | Явка (%) | +/-    | Нед. | +/-   |
| 10 июня 1987 года | 60    | —   | 35     | 28 450 491 | 19 071 497 | 68,52    | —      | 2,18 | —     |
| ИСРП — 28 мест, Народный альянс — 17, Демократический и социальный центр — 7, Объединённые левые — 3, Конвергенция и Союз — 3, Батасуна — 1, Коалиция «Европа народов» — 1                                                                                         |       |     |        |            |            |          |        |      |       |
| 15 июня 1989 года | 64    | ▲4  | 33     | 29 283 982 | 16 022 276 | 54,71    | ▼13,81 | 2,29 | ▲0,11 |
| ИСРП — 27 мест, Народная партия — 15, Демократический и социальный центр — 5, Объединённые левые — 4, Конвергенция и Союз — 2; Группировка Руис Матеос — 2, Националистическая коалиция, Андалусистская партия, Левые народы, Батасуна, «Европа народов» — по 1    |       |     |        |            |            |          |        |      |       |
| 12 июня 1994 года | 64    | ▬   | 35     | 31 558 999 | 18 364 794 | 59,14    | ▲4,43  | 1,61 | ▼0,68 |
| Народная партия — 28 мест, ИСРП — 22, Объединённые левые — Инициатива за Каталонию — 9, Конвергенция и Союз — 3, Националистическая коалиция — 2 |       |     |        |            |            |          |        |      |       |
| 13 июня 1999 | 64    | ▬   | 36     | 33 840 432 | 20 808 681 | 63,05    | ▲4,36  | 2,48 | ▲0,87 |
| Народная партия — 27 мест, ИСРП—Прогрессисты — 24, Объединённые левые — 4, Конвергенция и Союз — 3, Европейская коалиция — 2, «Националистическая коалиция — Европа народов» — 2, Галисийский националистический блок и Баскские граждане — по 1 месту             |       |     |        |            |            |          |        |      |       |
| 13 июня 2004 года | 54    | ▼10 | 31     | 34 706 044 | 15 417 268 | 45,14    | ▼17,91 | 1,59 | ▼0,89 |
| ИСРП — 25 мест, Народная партия — 24, «ГалЕусКа — Народы Европы» — 2, Объединённые левые — 2, «Европа народов» — 1 |       |     |        |            |            |          |        |      |       |
| 7 июня 2009 года | 50    | ▼4  | 35     | 35 492 567 | 15 935 147 | 44,90    | ▼0,24  | 2,03 | ▲0,44 |
| Народная партия — 24 места, ИСРП — 23, Коалиция за Европу — 3, Левые — 2, «Союз, прогресс и демократия» и «Европа народов» — по 1 месту |       |     |        |            |            |          |        |      |       |
| 25 мая 2014 года | 54    | ▲4  | 35     | 36 514 084 | 15 998 141 | 43,81    | ▼1,09  | 4,06 | ▲2,03 |
| Народная партия — 16 мест, ИСРП — 14, «Плюралистичные левые» — 6, Подемос — 5, «Союз, прогресс и демократия» — 4, Коалиция за Европу — 3, «Левые за право решать» и Граждане — Гражданская партия — по 2 места, «Народы Решите» и «Европейская весна» — по 1 месту |       |     |        |            |            |          |        |      |       |

## Референдумы
После Второй мировой войны в Испании общенациональные референдумы проходили 6 раз.
В 1947 году состоялся референдум по закону о престолонаследии,, согласно которому в Испании возрождалась монархия. Закон также назначал Франсиско Франко пожизненным регентом Королевства Испания и позволял ему выбрать нового короля. По официальным данным закон о наследовании был одобрен 95,1 % избирателей.
В 1966 году прошёл референдум о новой конституции Испании (Органическом законе). Новая конституция предусматривала некоторое ограничение власти Франсиско Франко. Она также подтвердила свободу вероисповедания для испанских евреев и протестантов. По официальным данным новая конституция была одобрена 98,1 % избирателей и действовала до принятия ныне действующей Конституция Испании 1978 года.
В 1976 году был проведён референдум об утверждении Закона о политической реформе, ранее принятом Генеральными кортесами. Согласно закону франкистский режим окончательно ликвидировался и Испания становилась конституционной монархией с парламентской системой на основе представительной демократии. Также он предусматривал легализацию политических партий и проведение демократических выборов в Учредительные кортесы, который затем должны были подготовить проект новой Конституции. Проект закона о реформе был поддержан 97,4 % избирателей при явке 77,7 %.
В 1978 году прошёл референдум по новой конституции. Новый основной закон должен был превратить Испанию в конституционную парламентскую монархию и предусматривал сокращение королевских полномочий. За проголосовало 91,8 % избирателей при явке 67,1 %.
В 1986 году был проведён референдум о членстве Испании в НАТО. Сохранение членства в альянсе одобрили 56,9 % избирателей.
В 2005 году состоялся консультативный референдум по ратификации Конституции Европейского Союза. За утверждение предложенного проекта евроконституции проголосовало 81,8 % избирателей, хотя явка была только 41,8 %, самый низкий показатель с конца эпохи Франко.
Также в Испании семь раз проходили региональные референдумы, в том числе три в Андалусии (о начала процесса автономизации в 1980 году, об утверждении Статута автономии в 1981 году и о реформировании Статута автономии в 2007 году), два в Каталонии (об утверждении Статута автономии в 1979 году и о принятии нового Статута автономии в 2006 году), по одному в Стране Басков (об утверждении Статута автономии в 1979 году) и Галисии (об утверждении Статута автономии в 1980 году).

### Результаты референдумов
| № | Дата            | Тема                         | Явка (%) | Проголосовали «за» (%) | Проголосовали «за» (%) | Проголосовали «против» (%) | Проголосовали «против» (%) |
| № | Дата            | Тема                         | Явка (%) | от избирателей         | от общего              | от избирателей             | от общего                  |
| - | --------------- | ---------------------------- | -------- | ---------------------- | ---------------------- | -------------------------- | -------------------------- |
| 1 | 6 июля 1947     | Референдум о наследовании    | 88,60    | 95,14                  | 82,34                  | 4,86                       | 4,75                       |
| 2 | 1966            | Референдум о конституции     | 88,79    | 98,15                  | 85,11                  | 1,85                       | 1,61                       |
| 3 | 15 декабря 1976 | Референдум о политреформе    | 77,72    | 97,36                  | 73,19                  | 2,64                       | 1,99                       |
| 4 | 6 декабря 1978  | Референдум о конституции     | 67,11    | 91,81                  | 58,97                  | 8,19                       | 5,26                       |
| 5 | 12 марта 1986   | Референдум о членстве в НАТО | 59,42    | 56,85                  | 31,20                  | 43,15                      | 23,68                      |
| 6 | 20 февраля 2005 | Референдум о Евроконституции | 41,77    | 81,85                  | 31,87                  | 7,07                       | 17,63                      |

1. ↑  Фраза «от избирателей» означает процент от избирателей, принявших участие в референдуме
2. ↑  Фраза «от общего» означает процент от общего числа зарегистрированных избирателей

## Избирательные процедуры
Закон, регулирующий проведение выборов, был принят в 1985 году. Согласно этому закону, выборы находятся под контролем Избирательного совета (исп. Junta Electoral), постоянного органа, состоящего из восьми судей Верховного суда и пяти политологов и социологов, назначаемых Конгрессом депутатов. Избирательный совет поддерживается в своей работе МВД. В день выборов избирательные участки находятся в ведении избирательных советов, состоящих из граждан, выбранных путём жеребьёвки.
Формат бюллетеня разработан испанским государством, тем не менее, закон позволяет политическим партиям производить свои собственные бюллетени и распространять их среди избирателей либо по почте либо с помощью других средств, при условии, что они соответствуют официальной модели. При этом правительство покрывает стоимость всех напечатанных бюллетеней. Они должны быть отмечены избирателями либо в избирательном участке либо вне помещения для голосования и помещены в запечатанный конверт, которые затем помещают в ящики для голосования на избирательном участке. После закрытия избирательных участков, бюллетени подсчитывают в каждом отдельном избирательном участке в присутствии представителей политических партий и кандидатов. Избирательные бюллетени тут же уничтожаются, за исключением тех, которые посчитали недействительными, а также тех которые представителя кандидатов потребовали сохранить для дальнейшего изучения. Подобный порядок эксперты ОБСЕ посчитали неправильным, из-за невозможности полного пересчёта бюллетеней.

## Внешние ссылки
- Ley Orgánica 5/1985, de 19 de junio, del Régimen Electoral General (исп.)
- General Directorate of Domestic Politics, archived results back to 1976  (исп.)
- Центральный Избирательный Совет
- Parties and Elections in Europe: Spain (англ.)
- Adam Carr’s Election Archive: Spain (англ.)
- NSD European Election Database: Spain Elections 1990−2015  (англ.)